# La Nazione
La Nazione è il principale quotidiano di Firenze. Il giornale, distribuito su tutto il territorio nazionale, è particolarmente diffuso in Toscana, Umbria e nella provincia ligure della Spezia con numerose edizioni locali che approssimativamente corrispondono alle varie province toscane e all'Umbria.
Insieme al Resto del Carlino di Bologna, Il Giorno di Milano e Il Telegrafo di Livorno, fa parte della rete che porta il nome di QN Quotidiano Nazionale ed è pubblicata da Editoriale Nazionale s.r.l. (gruppo Monrif).

## La Fondazione
L'idea di creare un nuovo quotidiano per Firenze risale al 13 luglio 1859.
In città si era appena diffusa la notizia dell'armistizio di Villafranca, Leopoldo II, Granduca di Toscana (della casata Asburgo Lorena), aveva lasciato il trono da ormai due mesi e mezzo; a Firenze era rimasto nelle sue funzioni il governo provvisorio di Bettino Ricasoli. Quella sera, Ricasoli convocò una riunione nel suo gabinetto di Palazzo Vecchio, alla quale furono invitati Carlo Fenzi, Piero Puccioni e Leopoldo Cempini, tre patrioti che già due mesi prima avevano proposto a Ricasoli l'idea di dar vita a un nuovo quotidiano per Firenze. Durante l'incontro, il barone spiegò ai presenti la situazione politica che si era venuta a creare a Villafranca, ribadendo però la ferma volontà di andare avanti nel progetto di unificazione: "Lor signori mi chiesero di fondare un giornale politico: rifiutai: oggi concedo: ma ad un patto: che domani e nelle prime ore del mattino il giornale venga in luce." Ai tre si unì Alessandro d'Ancona e come tipografia fu scelta quella di Gaspero Barbèra, con sede in via Faenza. All'una di notte i testi erano scritti, alle cinque del mattino Ricasoli aveva dato la sua approvazione e la mattina dopo "il numero zero" del nuovo giornale intitolato La Nazione, pubblicato in formato tabloid (a mezzo foglio), era già in circolazione. Il primo numero in versione ufficiale risale al 19 luglio. Il primo direttore fu proprio Leopoldo Cempini, che rimase in carica fino al 9 agosto del 1859. L'orientamento del giornale è sempre stato moderato-conservatore.

## L'Unità d'Italia e la nuova capitale
Per i primi dieci anni l'obiettivo del giornale fu quello della causa nazionale, tanto che la prima pagina del foglio era sempre dedicata alla politica. Con il trasferimento della capitale da Torino a Firenze (1865), il quotidiano raggiunse per la prima volta le 5000 copie di tiratura.
Dal 1869 al 1871 fu direttore Giuseppe Civinini, che dette a La Nazione un'impronta fortemente culturale e una nuova impaginazione, organizzata stabilmente su sei colonne. Iniziò a pubblicare racconti tratti dal Monthly Chronicle e dal New York Magazine, novelle di Charles Dickens e racconti di grandi scrittori e giornalisti italiani e stranieri. 
Nel 1871, in seguito all'annessione, la capitale del Regno d'Italia fu spostata a Roma ma, a differenza di quasi tutti gli altri organi di stampa, La Nazione decise di rimanere a Firenze: questa scelta, ponderata dal Comitato editoriale, legò indissolubilmente il giornale alla città di Firenze. In quel periodo La Nazione passò alla stamperia Le Monnier.
Dopo la morte di Civinini, avvenuta il 19 dicembre 1871, a dirigere il quotidiano fu chiamato un giornalista di vecchia data: Celestino Bianchi. Sotto la sua direzione (dicembre 1871 - giugno 1885) La Nazione smise di essere il giornale dei risorgimentali. Iniziò a dare spazio alla cronaca cittadina, alla moda, agli spettacolo e allo sport; in quel periodo furono inaugurate numerose rubriche settimanali dedicate ai temi più svariati: dalla caccia, alle feste, alla "società elegante". In quegli anni la sede del quotidiano fu spostata in via San Gallo, al civico 33.
La Nazione fu tra i primissimi giornali italiani a dotarsi di una linotype (inventata in Inghilterra nel 1884) che insieme alla nuova rotativa accelerò notevolmente la composizione, fino ad allora avvenuta a mano, creando le premesse per l'aumento del numero di pagine. Alla fine degli anni Ottanta il giornale era già passato alle sette colonne, i caratteri furono migliorati e i redattori iniziarono a prestare più attenzione ai titoli. Gli inserti pubblicitari, di solito relegati alla quarta pagina, crebbero e iniziarono a invadere anche tutti gli altri fogli (di solito gli annunci riguardavano libri in uscita); risale a quegli anni anche la netta distinzione tra "cronaca bianca" e "cronaca nera".
Durante le repressioni di fine Ottocento il giornale si schierò con il governo, polemizzando contro le "società clericali" ritenute socialiste. Questi toni e atteggiamenti iniziarono ad attenuarsi quando si percepì che una forte presenza di cattolici moderati avrebbe permesso di arginare le "masse sovversive".

## Il nuovo secolo e le due guerre
Nei primi anni del nuovo secolo l'editoria fu protagonista di una processo di modernizzazione che, se pur in ritardo rispetto al resto d'Europa, fu certamente un netto passo in avanti per quel mondo che, visti gli alti costi di produzione e il numero non indifferente di cittadini ancora analfabeti, stentava per rimanere a galla. Quindi, se agli inizi La Nazione aveva potuto contare su una tipografia all'avanguardia, adesso la sua 'macchina piana', che al massimo poteva stampare cinquemila copie a notte, iniziava a rivelarsi obsoleta. Le cose cominciarono ad evolvere solo nella primavera del 1907, quando, con il cambiamento della sede, il giornale poté finalmente disporre di cinque linotypes e di una piccola rotativa. Il formato del foglio fu leggermente ampliato e le pagine passarono da sei a otto e, in alcuni momenti, persino a dieci. La nuova sede del giornale fu spostata inizialmente sul Lungarno degli Acciaiuoli, ma poco tempo dopo si trasferì nuovamente in Borgo Santi Apostoli al numero 7. Intanto la proprietà del foglio era passata al principe Tommaso Corsini, che decise di spostare ancora una volta gli uffici dei tipografi. Il 25 maggio del 1914 le linotypes e la rotativa passarono infatti da Borgo Santi Apostoli alla stamperia di Attilio Vallecchi in via Ricasoli, dove rimasero fino al 1966.
Nei primi anni del nuovo secolo La Nazione non navigava in buonissime acque e per questo motivo, alla vigilia della prima guerra mondiale, il giornale preferì affiancarsi al neutralismo di altri giornali come “La Stampa” e “Il Mattino”. Il 10 marzo del 1915 Nesti (direttore da novembre del 1914) fu costretto a dimettersi e cinque giorni dopo, accettando l'offerta del principe Corsini, l'ex direttore amministrativo Egidio Favi acquistò il giornale. Aldo Borelli ne divenne il direttore. Il nuovo editore stipulò un contratto con “La Stampa” di Torino per uno scambio di articoli dall'Italia e dall'estero che permisero al giornale di avere un'ottima copertura sui servizi 'da inviato'. Questa novità si rivelerà fondamentale per tutta la durata del conflitto. Fu anche aggiunta una nutrita schiera di collaboratori politici, artistici, letterari, militari e mondani e fu sviluppata fortemente la parte pubblicitaria, con relativo aumento di reddito. A cambiare fu soprattutto la linea politica che, nell'arco di poche settimane, in linea con il resto dei quotidiani moderati, divenne esplicitamente interventista.
Dal 1919 al 1924, direttore politico del giornale, a fianco di Borelli, era Carlo Scarfoglio, figlio del giornalista filofascista Edoardo Scarfoglio e di Matilde Serao. Di fronte ai moti sociali del Biennio Rosso il quotidiano si fece portavoce della borghesia liberale, accogliendo e difendendo la lotta contro il movimento socialista. Scarfoglio accompagnò La Nazione nei giorni che precedettero e segnarono l'avvento del fascismo. Nel corso del ventennio il quotidiano mantenne il suo orientamento conservatore e nel 1927 fu costretto ad acquistare Il Nuovo Giornale, quotidiano fondato nel 1906 che per anni era stato il più temibile fra i suoi concorrenti.
Durante la seconda guerra mondiale La Nazione continuò faticosamente le pubblicazioni fino all'ingresso a Firenze degli alleati. L'ultimo numero apparve il 28 luglio del 1944, poi ci fu silenzio per tutta la durata della battaglia per la liberazione della città. L'11 agosto, al posto della storica testata, apparve La Nazione del Popolo, composta come sempre in via Ricasoli 8. Favi era riuscito a salvare dai tedeschi soltanto cinque linotypes e fu con queste che si andò avanti fino alla ripresa con il nome La Nazione Italiana, nel marzo del 1947. In occasione del centenario, nel 1959 riprese il nome storico La Nazione.
Negli anni '60 le edizioni provinciali si moltiplicarono: una per ogni capoluogo, oltre a Empoli, Viareggio, Santa Croce e Pontedera che avevano le loro cronache quotidiane. In quegli anni La Nazione si diffuse in Umbria e in Liguria, in particolare a Perugia e Foligno, Sarzana e La Spezia.

## Attilio Monti e la nuova sede
Nel 1966 Attilio Monti (già proprietario del bolognese "Il Resto del Carlino" e del quotidiano sportivo "Stadio") acquistò La Nazione, la cui sede fu spostata nello stabilimento di via Paolieri (dove si trova ancora oggi). Per inaugurare la nuova sede fu acquistata una rotativa di eccezionale potenza: era lunga 54 metri e faceva ruotare i rulli di carta a una velocità di 36 chilometri l'ora; all'epoca era la più importante rotativa d'Europa.
I 150 anni dalla fondazione sono stati commemorati da un francobollo emesso dalle Poste italiane. Oltre ad un numero speciale e un libro celebrativo della storia del giornale, sono state organizzate una serie di conferenze e una mostra itinerante.

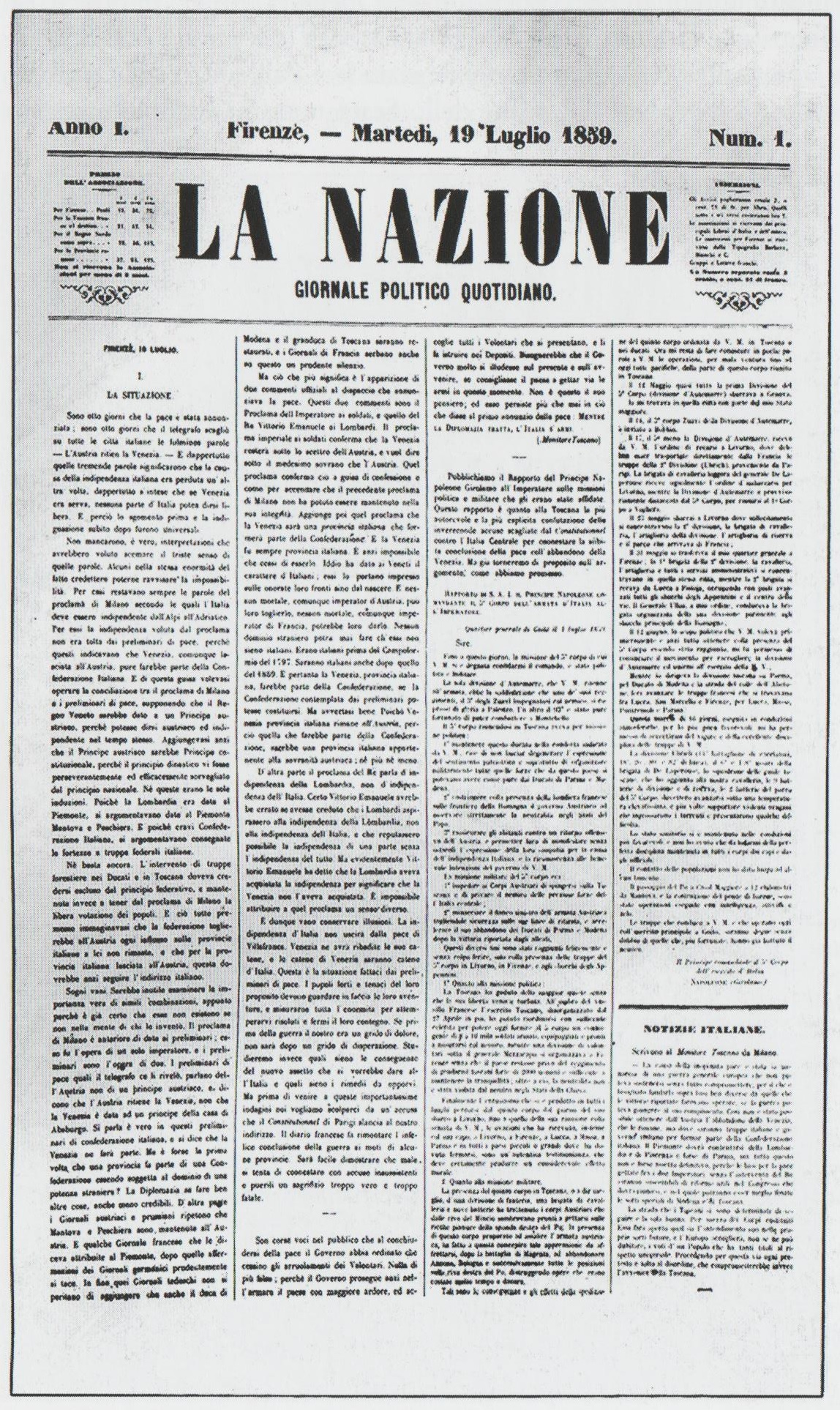
Prima pagina del N. 1 della Nazione (19 luglio 1859).

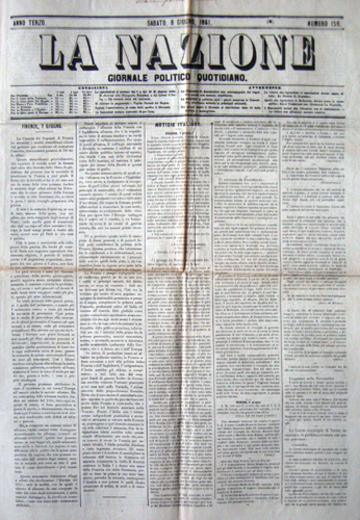
Prima pagina della Nazione dell'8 giugno 1861

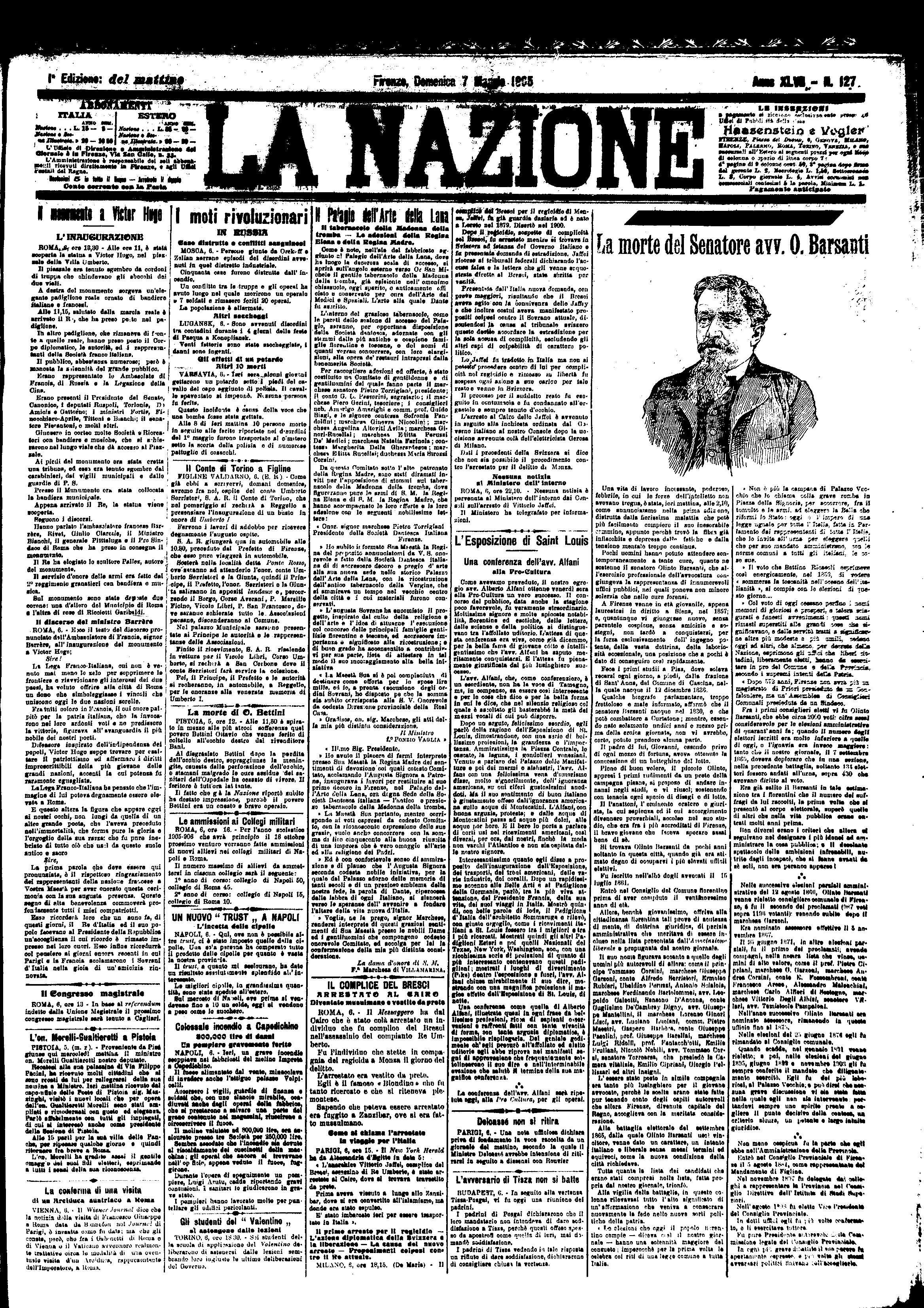
Prima pagina della Nazione datata 7 maggio 1905

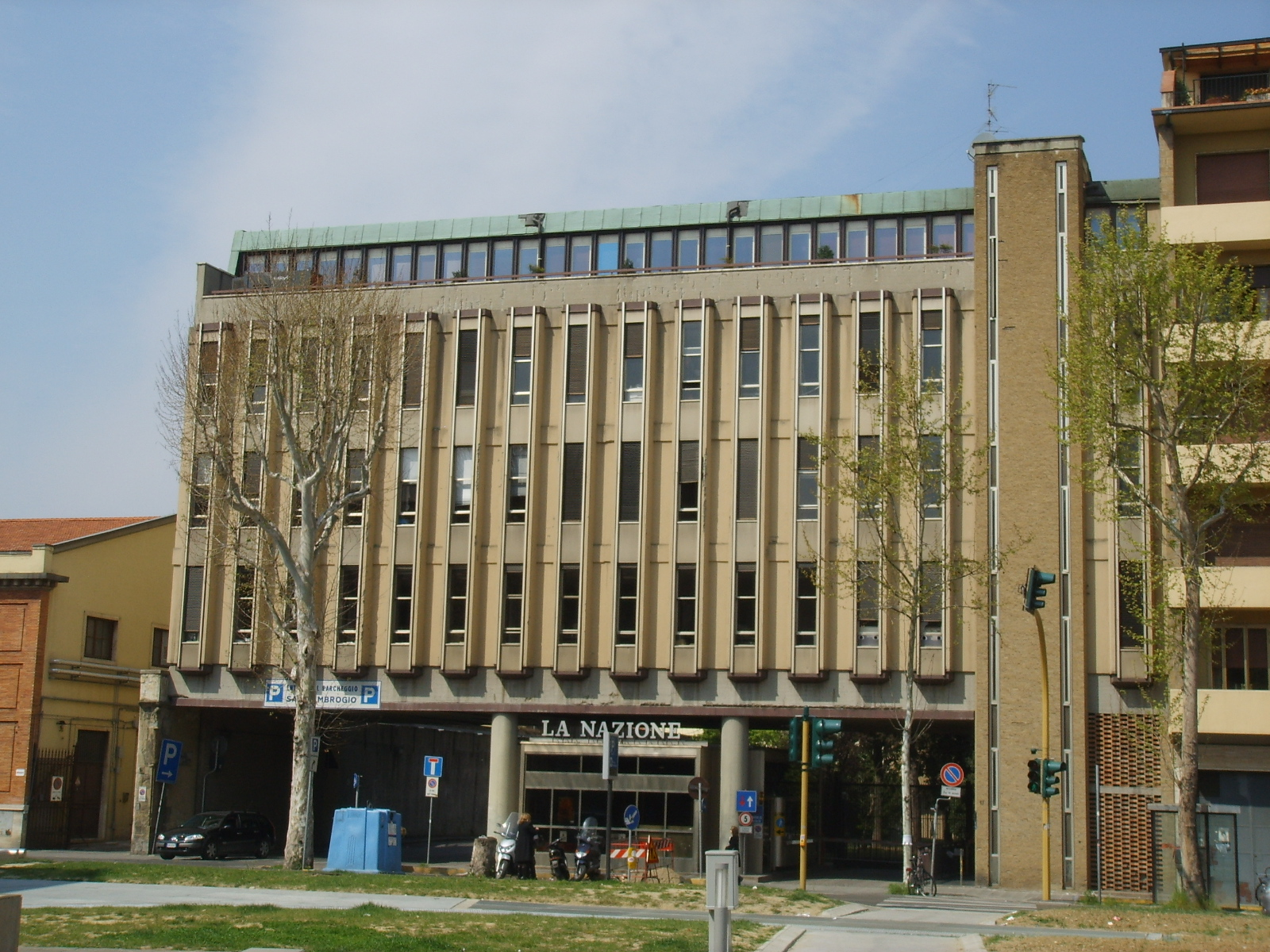
Sede centrale de La Nazione, Firenze.

### Denominazioni della testata
- Dalla fondazione al marzo 1944: La Nazione.
- Il 12 agosto 1944 il giornale fu sospeso per deliberazione del Comando Alleato in Italia.[7]
- Dal 27 marzo 1947 le pubblicazioni ripresero con la testata La Nazione Italiana.
- In occasione del centenario del giornale, il 14 luglio 1959, tornò al nome originario, La Nazione.

### I direttori
- Leopoldo Cempini: dal 14 luglio al 9 agosto 1859
- Alessandro D'Ancona: dal 10 agosto 1859 al 30 aprile 1860
- Piero Puccioni: dal 1º maggio 1860 all'11 gennaio 1869
- Raimondo Brenna: dal 12 gennaio al 1º settembre 1869
- Giuseppe Civinini: dal 16 ottobre 1869 al 19 dicembre 1871
- Celestino Bianchi: dal 31 dicembre 1871 al 29 giugno 1885
- Niccolò Nobili: dal 1º luglio 1885 al 17 ottobre 1893
- Augusto Barazzuoli: dal 18 ottobre 1893 al 31 gennaio 1894
- Vico Mantegazza: dal 1º febbraio 1894 al 15 giugno 1898
- Ettore Bernabei: dal 16 giugno 1898 al 31 dicembre 1906
- Silvio Ghelli: dal 15 agosto 1910 al 6 novembre 1914
- Gustavo Nesti: dal 17 novembre 1914 al 9 marzo 1915
- Aldo Borelli: dal 10 marzo 1915 al 31 agosto 1929
  - Carlo Scarfoglio (direttore politico dal 1919 al 1924)
- Umberto Guglielmotti: dal 1º settembre 1929 al 10 ottobre 1932
- Maffio Maffii: dall'11 ottobre 1932 al 27 luglio 1943
- Bruno Micheli: dal 28 luglio al 17 agosto 1943
- Carlo Scarfoglio: dal 18 agosto al 16 settembre 1943
- Ridolfo Mazzucconi: dal 17 settembre al 18 ottobre 1943
- Mirko Giobbe: dal 19 ottobre 1943 al 13 aprile 1944
- Ridolfo Mazzucconi: dal 14 aprile al 18 agosto 1944

Sospeso per deliberazione del Comando Alleato in Italia il 12 agosto 1945, le pubblicazioni furono riprese nel 1947 con la testata "La Nazione Italiana".
- Giulio Caprin: dal 27 marzo 1947 al 31 ottobre 1950
- Sandro Volta: dal 1º novembre 1950 al 31 marzo 1952
- Panfilo Gentile: dal 1º aprile al 31 ottobre 1952
- Bruno Micheli: dal 1º novembre 1952 al 3 gennaio 1953
- Alfio Russo: dal 4 gennaio 1953 al 13 ottobre 1961 (nel 1959 il quotidiano riprende il nome originario)
- Enrico Mattei: dal 14 ottobre 1961 al 20 giugno 1970
- Domenico Bartoli: dal 21 giugno 1970 al 6 marzo 1977
- Alberto Sensini: dal 17 marzo 1977 all'11 ottobre 1980
- Gianfranco Piazzesi: dal 12 ottobre 1980 al 17 novembre 1981
- Piero Magi: dal 18 novembre 1981 al 3 marzo 1985
- Tino Neirotti: dal 4 marzo 1985 al 29 novembre 1986
- Arrigo Petacco: dal 30 novembre 1986 al 16 novembre 1987
- Roberto Ciuni: dal 17 novembre 1987 al 19 novembre 1988
- Roberto Gelmini: dal 20 novembre 1988 al 17 dicembre 1991
- Gabriele Canè: dal 27 dicembre 1991 al 13 maggio 1995
- Riccardo Berti: dal 14 maggio 1995 all'11 dicembre 1997
- Andrea Biavardi: dal 12 dicembre 1997 al 29 novembre 1998
- Umberto Cecchi: dal 30 novembre 1998 al 17 aprile 2002
- Francesco Carrassi: dal 18 aprile 2002 al 29 novembre 2008
- Giuseppe Mascambruno: dal 6 dicembre 2008 - 15 luglio 2011
- Mauro Tedeschini: dal 16 luglio 2011 - 18 aprile 2012
- Gabriele Canè: dal 19 aprile 2012 - 12 aprile 2014
- Marcello Mancini: dal 13 aprile 2014[8] al 28 febbraio 2015
- Pierfrancesco De Robertis: dal 1º marzo 2015[9] al 9 giugno 2017
- Francesco Carrassi (2ª volta): dal 10 giugno 2017[10] al 31 luglio 2019
- Agnese Pini: dal 1º agosto 2019[1]

### Principali firme
- Giuseppe Are (1930-2006), storico.
- Carlo Collodi (1826-1890), scrittore e giornalista, autore, il vero nome era Carlo Lorenzini, di uno dei libri per l'infanzia più conosciuto al mondo: Pinocchio.

### Diffusione
| Anno | Copie vendute giornalmente |
| ---- | -------------------------- |
| 2009 | 124 890                    |
| 2008 | 134 853                    |
| 2007 | 136 313                    |
| 2006 | 137 107                    |
| 2005 | 138 277                    |
| 2004 | 143 155                    |
| 2003 | 143 131                    |
| 2002 | 140 249                    |
| 2001 | 146 940                    |
| 2000 | 152 981                    |
| 1999 | 151 247                    |
| 1998 | 158 519                    |
| 1997 | 162 690                    |
| 1996 | 168 069                    |

Dati Ads - Accertamenti Diffusione Stampa

### Redazioni locali
Le redazioni del giornale La Nazione sono ubicate interamente in Toscana, Umbria e nella provincia della Spezia.
Le redazioni locali si trovano nelle città di: Arezzo, Carrara, Empoli, Firenze, Grosseto, La Spezia, Lucca, Massa, Perugia, Pisa, Pistoia, Pontedera, Prato, Siena e Viareggio.